# Sumer
Sumer (Akkádul: Šumerû 𒋗𒈨𒊒; Sumerül: KIEN-ĜIR15, 𒆠𒂗𒂠) az ókori Mezopotámiának az Eufrátesz, a Tigris folyó és a Perzsa-öböl által határolt területe volt, a mai Irak déli részén. Területén alakult ki a mezopotámiai civilizáció a sumerek révén az i. e. 4. évezredben, amelyik az i. e. 1. évezred végén a hellenizmus majd a következő évszázadokban a kereszténység és az iszlám megjelenésével ért véget.

## Történelem

### A termékeny félhold
A Közel-Kelet a legkorábbi civilizációk kialakulási területe, amelyek előzményeit a régészet segítségével a régészeti kultúrákon keresztül figyelhetjük meg. A civilizációk kialakulásához a újkőkorszak folyamán az élelmiszertermelés – földművelés és állattenyésztés – kialakulása vezetett az ezt megelőző gyűjtögető-vadász kultúra után, amely folyamatok nagyjából i. e. 12000 és i. e. 40. század között zajlottak le.
A mezőgazdaság kialakulásának területe a régészet szerint  i. e. 9000 előtt (Natúf-kultúra) nagyjából a későbbi Kánaán, Szíria valamint a Középső- és Délkeleti-Torosz déli lejtői, valamint a Zagrosz a Felső-Záb és Alsó-Záb vidékén – azaz az úgynevezett termékeny félhold peremterületei – voltak, ahol ehhez volt elegendő csapadék. i. e. 9000 és i. e. 7000 között (PPNA) ez a terület észak felé Anatólia délkeleti részeire, kelet felé a Zagrosz egész északnyugati felére is kiterjedt, i. e. 5000-re (PPNB, Haszúna-kultúra, valamint a termékeny félholdon kívüli egyidejű kultúrák) pedig már Egyiptom, Délkelet-Európa, a Kaukázus, Dél-Irán valamint Baktria is beletartozott.
Az első mezopotámiai kultúrának az i. e. 6000 körül kezdődő, a mai Moszul környéki lelőhelyről elnevezett Haszúna-kultúrát tekintik, amelyik kőeszközeit és kerámiáit tekintve egyértelmű folytatása a korábbi Zagrosz-beli Dzsarmó-kultúrának, mintha az leereszkedett volna a hegyekből.
A későbbi mezopotámiai civilizáció magterülete, az i. e. 3. évezredben Sumer és Akkád majd az i. e. 2. évezredtől Babilónia néven ismert terület volt Dél- és Közép-Irakban. A mezőgazdaság és az ekkoriban elterjedő kerámiaedények i. e. 5900 után Dél-Mezopotámiában az Ubaid-kultúrával, Közép-Mezopotámiában i. e. 5600 után a Szamarra-kultúrával jelentek meg itt. Ezen mezopotámiai kultúrák etnikai jellegét nem ismerjük, de nem sémi népek és nem sumerek voltak. Az Ubaid-kultúra helyére i. e. 4300 körül Észak-Mezopotámiában a Gavra-kultúra, Dél-Mezopotámiában az Uruk-kultúra lépett.

### Ubaid-kultúra
Dél-Mezopotámia területén, a Tigris és az Eufrátesz hordaléka által feltöltött síkságon a legkorábbi településeket az ún. Ubaid-kultúra idejéből ismerjük, i. e. 5900 tájáról. Ebben az időben az éghajlat sokkal csapadékosabb volt, mint ma, a terület rendkívül elmocsarasodott, ami egymástól elszigetelt falvak rendszeréhez vezetett. Ez a kultúra még nem a sumereké volt, hanem egy korábbi, ma már nem azonosítható mezopotámiai népességé, amelynek nyomai azonban szubsztrátumként megmaradtak a sumer nyelvben és a sumer vallásban.
Ebben a korban sok technikai újítást alkalmaztak, például a rézöntést, a folyami szállításra kis vitorláscsónakokat, az égetett téglás építkezést.

### Uruk-kultúra
Az Ubaid-kultúra helyére i. e. 4300 körül Észak-Mezopotámiában a Gavra-kultúra, Dél-Mezopotámiában az Uruk-kultúra lépett. A településrendszer ekkor egyedi falvakból állt, nem mutatkoztak még körzetközpontok. Az Uruk-kultúra időszaka, amelyet kora, középső és késő Uruk-korra osztanak fel fontos változásokat hozott a civilizáció és az állam kialakulása szempontjából. Az Uruk kor elején Szúszát – valószínűleg vallási központként – a Dél-Mezopotámia és a Zagrosz közötti alluviális síkságon. A középső Uruk-korral egyidőben kezdődött itt a régészek által Szúsza I-nek vagy Szúsza A-nak nevezett korszak, amely a településrendszer átalakulását hozta. Az i. e. 4. évezred első felében kiépült egy egyszerű településekből, alsó- és középső centrumokból álló háromszintű településrendszer, ami az állammá szerveződés felé tett lépések jele.
i. e. 3500 körül az addig emberöltőkön keresztül nedves éghajlatot egy szárazabb időjárás váltotta fel Mezopotámiában, ekkor ugyanis a folyótorkolatok előtti tengeri üledékben lecsökkent a szervetlen anyagok aránya. Az ekkor kezdődő mezopotámiai késő Uruk-kor illetve szúsziánai Szúsza II periódusban Szúsziána fokozatosan elnéptelenedett – lakói részben a Zagrosz és az iráni fennsík felé vándorolhattak el –, de ezt követően kialakult Dél-Mezopotámiában az a többszintű településrendszer, ami eddig Szúsziánára volt jellemző. Mindez a Szúsziánából részben legalábbis a Dél-Mezopotámia – ettől kezdve Sumer – felé mutató népmozgásra utal, amit a sumerek bevándorlásával azonosíthatunk. A következő Dzsemdet Naszr-kultúra idején azután i. e. 3100-at követően Szúsziánában megjelent az iráni fennsíkkal szorosabb kapcsolatot ápoló protoelámi kultúra (Elám).

### Dzsemdet Naszr-kultúra
A korszakban – körülbelül i. e. 3100 és i. e. 2900 között – folytatódott a késő Uruk-korban megkezdődött kiszáradás, ami ebben a korszakban már jelentős összetelepüléshez, a népességnövekedés miatt a települések méretének jelentős növekedéséhez vezetett. Ebből a korból származnak az első nagyobb öntözőcsatornákra és folyamszabályozásra vonatkozó egyértelmű bizonyítékok, azonban ekkor a szomszédos településközpontok még valószínűleg nem nagyon kerültek konfliktusba egymással, mert a települések még nem szorultak annyira a nagyobb folyók partjára, hogy egymáshoz való közelségük miatt határvitáik legyenek.
A korszakból származnak az első nagy biztonsággal sumer nyelvűnek azonosított írásemlékek, zömükben gazdasági feljegyzések. Egy itt előkerült agyagtáblán egy pecséthenger-lenyomat számos város – többek között Ur, Larsza, Uruk, Zabalam, Umma, Aksak – isteneinek jelképét örökítette meg. Ebből egyesek egy politikai városállam-szövetség meglétére következtetnek, mások viszont csak valamiféle kereskedelmi szövetséget feltételeznek. Mindenesetre kicsit későbbi korból, az i. e. 3. évezred első feléből, a dinasztikus periódusból is maradtak ránk hasonló városlistákat tartalmazó pecséthenger-lenyomatok.

### Kora dinasztikus kor

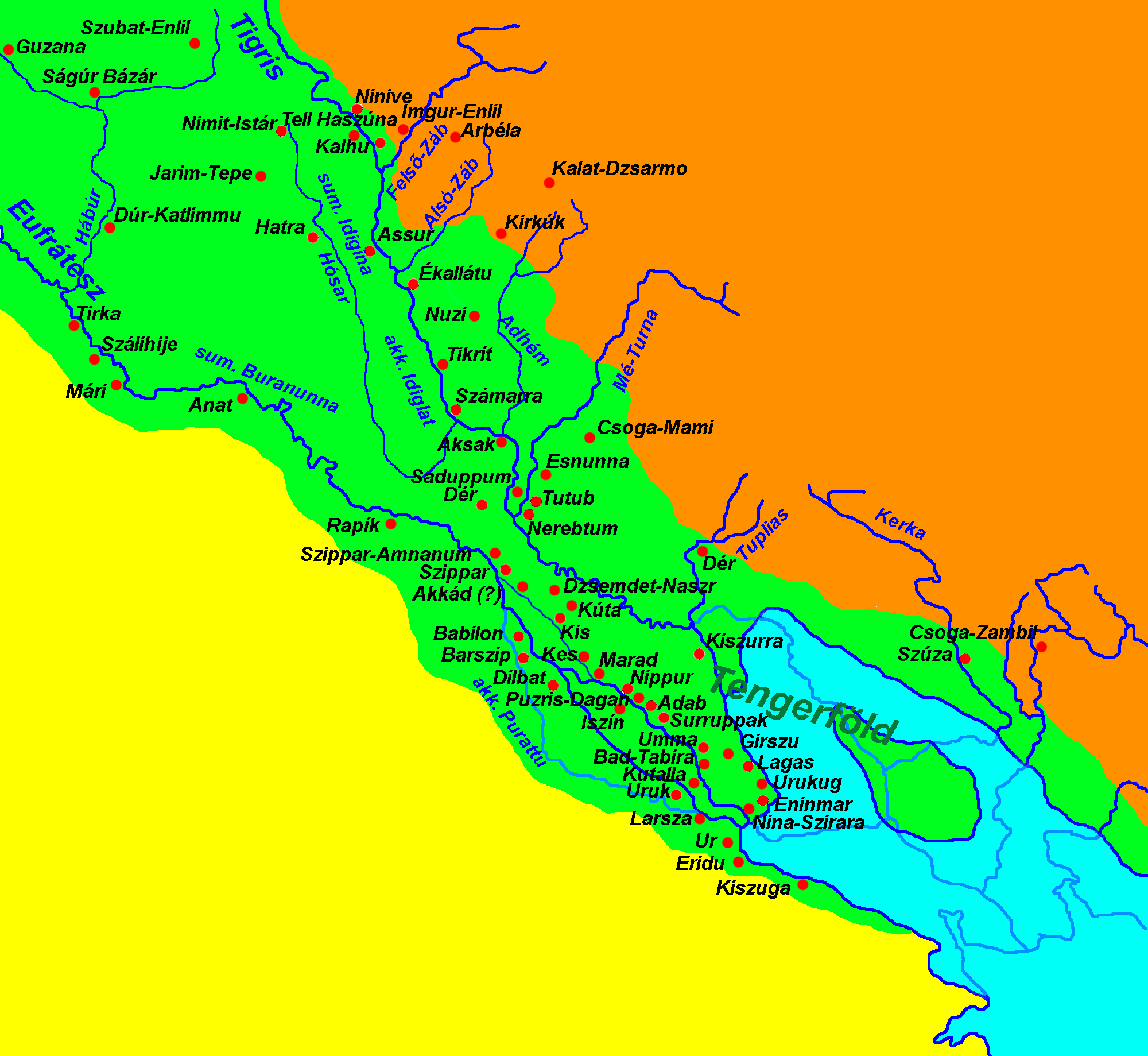
Sumer városok

Az i. e. 2900 után kezdődő korai dinasztikus korban jelentősen megváltozott a településhálózat. A települések korábban véletlenszerűen helyezkedtek el, ebben a korban viszont egy lánc szemeihez hasonló sorba rendeződtek, ami a távolsági öntözőcsatornahálózat kiépülését mutatja. Emellett a kis falvak száma erősen lecsökkent, a nagyobb települések mérete tovább nőtt. Uruk körzetében Uruk egymaga foglalta el a beépített terület felét. A Buranunna lényegesen nagyobb vízhozamú, mélyebb medrű és lassabb folyású, mint az Idigina, ezért a települések a Buranunna alsó folyása és a tengerpart mentén sorakoztak. A sumer településterület az akkori tengerparttól körülbelül Nippurig tartott. Már az i. e. 25. században megjelentek az akkádok, akik a Kis–Borszippa vonaltól felfelé telepedtek meg és alapítottak városokat, sőt a legelső akkád nyelvű emlék ugyanebből az időből Urból ismert. A két nagy településcsoportot a Nippur és Kis közt húzódó mocsaras és sivatagos térségek szinte hermetikusan elzárták egymástól, így alakult ki Sumer és Akkád hagyományos, földrajzilag determinált elkülönülése.
A következő évszázadokra a sumer városállamok jelentősen megerősödtek, hatalmukat kiterjesztették nagyobb területekre is. Az i. e. 2800-2500 közötti időszakban kezdődött az eltérő sémi népek (sémiták) bevándorlása. Az uralkodók ekkorra függetlenedtek a papi hatalomtól. Városaikat erős falakkal vették körül.  Ezután egyre erősebb és egymással egyre ellenségesebb uralkodók kerültek hatalomra, akik háborúkat indítottak. Az i. e. 2500-2350 közötti időszakot a dinasztiák versengése jellemezte.
Az évezred első felének, az úgynevezett „kora dinasztikus kornak” legfontosabb tárgyi emlékei közé tartozik az uri királyi temető I. uri dinasztia korára keltezhető gazdag leletanyaga. A korszak leggazdagabb forrásanyaga a sumer királylistából kimaradt Lagas városállamból ismert. Uruinimgina átfogó reformjairól vált híressé, amelyekkel igyekezett megakadályozni a gazdasági-társadalmi egyensúly megbomlását és a nagy néptömegek eladósodását. Az utolsó lagasi király Lugalzaggeszi volt, aki sorra hódította meg a városokat. Terveinek az akkádok vetettek véget.
Sumer viszonylag gyors hanyatlásában nagy szerepet játszott, hogy a tengerhez közeli kereskedővárosok kikötőit a lassú, hatalmas mennyiségű hordalékot hordó Buranunna folyamatosan és gyorsan töltötte fel. Nem csak a tengertől messzebb fekvő Ur és Larsza, de a tengerparti Eridu és Lagas is így járt. Ez alaposan visszavetette a korábban virágzó sumer kereskedelmet. Az egykor a tengerhez közel lévő Ur romjai ma 260 km-re vannak az Eufrátesz torkolatától.

### Akkád Birodalom
Az i. e. 2350 táján egy északi, úgynevezett agadei akkád dinasztia egyesítette Sumert és Akkádot. A dinasztia alapítója, Sarrukín (i. e. 24–23. század) több hadjáratban elfoglalta a déli sumer városokat. A függetlenségüket szimbolizáló városfalakat leromboltatta, a városok élére helytartókat ültetett, és kísérletet tett a világtörténelem legkorábbi ismert birodalmi típusú rendszerének megteremtésére. Ő és utódai hadjáratokat folytattak Szíriába, Iránba és a Perzsa-öböl térségébe is. Felirataik többnyire akkád nyelvűek.

### Guti uralom
Az Agadei-dinasztia uralmának a Zagrosz-hegységből Dél-Mezopotámiába beszivárgó, alkalmanként hadjáratokkal betörő gutik  pusztítása vetett véget. A guti uralom főként Akkádot érintette, ugyanekkor délen az i. e. 22. század második felében Lagas újból felvirágzott. Legfontosabb uralkodója Gudea (i. e. 2150.körül) volt.

### Sumer reneszánsz
Sumer és Akkád egységét a gutikat legyőző Utu-hegal uruki uralkodót felváltó Ur-Nammu (i. e. 2112-2095), Ur királya, a III. uri dinasztia megalapítója teremtette meg ismét. Ő és utódja, Sulgi (i. e. 2094-2047) Sumer és Akkád egész területét meghódította, de hozzácsatolta Elám fővárosát, Szúszát is, és több hadjáratot vezetett a Tigris mentén északi irányba. A hódítások közigazgatási és gazdasági reformmal, a központi adóbevételek növelésével jártak együtt. Az adminisztrációt a felduzzadt katonai-adminisztratív apparátus irányította. Az állam területét kerületekre osztották, amelyek élén egy hivatalnok állt, enszi rangban. Ur-Nammu törvénykönyvet alkotott, és új épületekkel (köztük négy hatalmas zikkurattal) díszítette Sumer városait. Bár a III. uri dinasztia korszakát a sumer nyelv ismét hivatalossá válása miatt a sumer reneszánsz korának nevezik, a dinasztia valójában akkád eredetű volt. Ekkor jelent meg a templom lépcsőzetes kialakítása, az úgynevezett zikkurat.

### Sumer hanyatlása
A későbbi uralkodók alatt egyre nagyobb gondot jelentett az északi irányból Dél-Mezopotámia felé vándorló sémi amurrú nomád törzsek feltartóztatása. Su-Szín egy 275 km hosszú falat (Martu-fal) építtetett ellenük Bagdadtól északra a Tigris és az Eufrátesz között, és a városokat is újra falakkal vették körül. A kezdetben bérmunkásokként és zsoldosokként alkalmazott amurrú nomádok beáramlását azonban nem tudták feltartóztatni. A dinasztia utolsó uralkodója, Ibbi-Szín (ur.i. e. 2028-2004) idején elszakadt Urtól az északi városok nagy része, az elámiak egy betörése során pedig Ibbi-Színt is elhurcolták. Bár az iszini dinasztia a korábbi sumer hagyományokat megkísérelte továbbvinni, az i. e. 19. századtól jelentőségük az amurrú vezetésű dél-mezopotámiai dinasztiák (larszai, óbabilóniai) hatására erőteljesen csökkent és Sumer történeti, politikai és kulturális önállósága fokozatosan megszűnt.
A birodalmat az északi Elám királyai döntötték meg.

## Vallás
A sumerek vallása igen nagy hatással volt a környező kultúrákra, népekre. Az írás elterjedésével megjelentek az ősi vallási íratok, amelyek segítségével le tudták jegyezni a mitológiai hiedelmeiket. A kézműipar a templomokat kezdte mind magasabb fokra emelni. Megjelentek a lépcsős piramisok, a vallási szobrok és az istenek képmásai, melyeket tisztelni tudtak. A templomokban  áldozatokat mutattak be, továbbfejlődtek a vallási kultuszok, mind több helyen építettek hatalmas templomokat és szervezték meg köréjük a városállamokat. Hitük szerint a föld, ahol éltek, a ház, ahol laktak, a termények és állatok mind-mind az istenek tulajdonát képezték. Az isteneiket a természet erőiben vélték felfedezni. A három főisten: Anu, az istenek apja, Enlil (En lil= Levegő Ura) , Enki (En-Ki= Föld Ura)

Emellett még nagy tisztelet övezte Utut, a nap-, Nannát, a hold- és Innint, a termékenység istenét. Kialakultak a bonyolult szertartások. Bár a természet ereje ellen kérték isteneik segítségét, hittek a túlvilágban is. Amilyen fontos volt számukra a napi megélhetés, olyan fontos lett az is, hogy túléljék a halált. Hittek a túlvilágban, vallásukban jelentek meg az első utalások a mennyek birodalmára és a pokolra. Az uralkodók egy személyben papok, vallási vezetők is voltak. Kialakultak a papi osztályok, megjelentek az első jósok és bölcsek, akik az írással a tudományt is tovk voltak.
Mezopotámia hitvilágának jellegzetes vonása a jóslás. Természeti jelenségek jelezték a jövőt. Ilyenek voltak a csillagok, melyeket toronytemplomokból vagy zikkuratokból fürkésztek.
(A istenjegyzékekben az istenvilágban 450, valahol pedig 3600 földöntúli lényről is beszéltek. Ennek az a magyarázata hogy eleinte minden városnak külön istene volt, de a kapcsolatok bővülésével az istenek átvétele, cseréje is megkezdődött.)

## Tudomány
Fejlett volt a tudományuk is, előbb képjelekkel, majd ékírással örökítették meg törvényeiket, előírásaikat. Ezzel párhuzamosan fejlődött a csillagászat is, amelyben a hatvanas számrendszert alkalmazták. Ennek nagy előnye, hogy 11 számmal, maradék nélkül osztható. 3600 másodperc az 60 perc, ami egy óra. Így osztották fel a kört is 360 fokra. Egy nap 24 óra lett, egy év pedig 12 hónap. Egy év 12, egységesen 30 napos időszakból állt. A különbséget a csillagképek alapján évente egyszer kiigazították. Itt vezették be az állatöv fogalmát is.
A sumer csillagászok az eget már ugyanúgy három részre osztották fel, mint a mai csillagászok. A középső régió volt ANU útja, az északi régió volt EN.LIL útja, valamint a déli régió volt EN.KI (ÉA) útja. 12 Zodiákus csillagkép UL.HE "ragyogó nyáj"
1. GU.AN.NA "égi bika", Taurus,
2. MAS.TAB.BA. "ikrek", Gemini,
3. DUB "fogó", rák, Cancer,
4. UR.GULA, "oroszlán", Leo,
5. AB.SZIN. "szűz" Virgo,
6. ZI.BA.AN.NA, "égi sors", mérleg, Libra,
7. GIR.TAB, "karmoló, vágó" Scorpio,
8. PA.BIL, "oltalmazó", nyilas, Sagittarius,
9. SZUHUR.MAS, "kecske-hal", bak, Capricorn,
10. GU "a vizek ura", vizöntő, Aquarius,
11. SZIM.MAH "halak", Pisces,
12. KU.MAL "a mezők lakója" kos, Aries